# Rumun Ndur
Rumun Ndur (Zaria, 7 luglio 1975) è un ex hockeista su ghiaccio nigeriano naturalizzato canadese.

## Carriera
Nato in Nigeria, ma cresciuto in Canada (a Sarnia), è stato il primo giocatore nigeriano a calcare il ghiaccio della NHL. È un difensore di stecca sinistra.
Ndur fu selezionato dai Buffalo Sabres nel 1994 come terza scelta (69º assoluto), quando giocava per i Guelph Storm in OHL. Fece il suo esordio in NHL coi Sabres due anni più tardi. In tre anni raccolse solo 11 presenze, per il resto giocò in farm team AHL (Rochester American, con cui vinse la Calder Cup 1995-96, e Hartford Wolf Pack).
Durante la stagione 1998-99 passò ai New York Rangers con cui raccolse 31 presenze. Le sue ultime presenze in NHL risalgono alla stagione successiva, con gli Atlanta Thrashers. Chiuse la sua esperienza nel massimo campionato al mondo con 69 presenze e 5 punti (2 gol e 3 assist).
Nelle due stagioni successive si divise fra IHL (Orlando Solar Bears) e AHL (Norfolk Admirals), prima di passare in Europa. Per la stagione 2002-03 firmò con il Graz 99ers, nel massimo campionato austriaco. Tornò in Nord America dopo una sola stagione. Nel 2003 vestì la maglia dei Columbus Cottonmouths (ECHL), nel 2004 quella dei Danbury Trashers (UHL) e nel 2005 quella dei Kalamazoo Wings (UHL).
Per la stagione 2006-07 si è accasato invece nuovamente in Europa, in Gran Bretagna ai Coventry Blaze con cui è stato eliminato in semifinale dai play-off campionato, ma con cui si è aggiudicato la Challenge Cup. È stato confermato per la stagione successiva.
Nel 2008 è passato, sempre in Gran Bretagna, ai Nottingham Panthers, con cui ha giocato una stagione prima di tornare in Nordamerica, in IHL coi Muskegon Lumberjacks, dai quali è stato licenziato per screzi con l'allenatore già nel mese di novembre, dopo soli dieci incontri.

## Palmarès

### Club
- Calder Cup: 1

Rochester: 1995-1996
- Slovenska hokejska liga: 1

Jesenice: 2005-2006
- Elite Ice Hockey League: 2

Coventry: 2006-2007, 2007-2008
- Elite Ice Hockey League Challenge Cup: 1

Coventry: 2007-2008